# 戈壁阿尔泰高山䶄
戈壁阿尔泰高山䶄（学名：Alticola barakshin）也称阿尔泰高山䶄，一种分布于亚洲中部阿尔泰山脉地区的啮齿动物，隶属于仓鼠科高山䶄属。

## 形态特征
戈壁阿尔泰高山䶄属于一种小型鼠类，体长约102～125毫米，尾长23毫米左右。头顶及体背部的毛发呈浅棕灰色，毛基深灰色，毛尖浅黑棕色；体侧为褐灰色；腹部毛基灰色而毛尖白色；尾背侧毛沙褐色，腹侧毛白色。